# Max Löhr (Theologe)
Max Löhr (* 30. April 1864 in Stettin; † 21. Oktober 1931 in Königsberg (Preußen)) war ein deutscher evangelischer Theologe und Judaist.

## Leben
Er studierte von 1884 bis 1888 in Königsberg und Göttingen Theologie, Philologie und Philosophie. Nach den Promotionen zum Dr. phil. 1888 in Göttingen und zum Dr. theol. 1890 in Königsberg wurde er Privatdozent in Königsberg. 1892 wurde außerordentlicher Professor in Breslau. Von 1909 bis zu seiner Emeritierung 1929 lehrte er als ordentlicher Professor für Altes Testament in Königsberg.

## Schriften (Auswahl)
- Der Missionsgedanke im Alten Testament. Ein Beitrag zur alttestamentlichen Religionsgeschichte. Freiburg im Breisgau 1896.
- Geschichte des Volkes Israel. In acht Vorträgen dargestellt. Straßburg 1900.
- Untersuchungen zum Buch Amos. Gießen 1901.
- Babel und die biblische Urgeschichte. Vortrag gehalten in der Schlesischen Gesellschaft für vaterländische Kultur am 28. Februar 1903. Breslau 1903.